# Johann Hornung
Johann Hornung (Reval, ma Tallinn, Észtország, 1660 körül – Oroszország, 1715) balti német nyelvész, evangélikus lelkész, irodalmár.

## Élete
1681-ben Kielben tanult. Ezután előbb mint iskolai ellenőr dolgozott a balti államokban, később lelkipásztorként tevékenykedett. 1692 és 1698 közt Põltsamaa, 1698 és 1706 közt Karula, 1706 és 1708 közt ideiglenes jelleggel működött Otepää, Hargla, Urvaste, Puhja és más észt és livóniai községekben. 1700-ban vette feleségül Dorothea Helene Böckelmannt. 1706-ban elöljárói alkoholizmusa miatt figyelmeztetésben részesítették. Ugyanebben az évben került a nagy északi háború forgatagába. Hornungot előbb a svédek fogták el Pärnuban, ezután két ízben is orosz fogságba került. 1708-ban mint hadifoglyot Oroszországba vitték, ahol a fogságban halt meg.
Meghatározó szerepe volt a tallinni dialektuson alapuló északi észt írott nyelv fejlesztésében. A Pilistverében 1687-ben tartott második észt bibliai konferencián egy újabb észt helyesírás mellett kampányolt, amely Bengt Gottfried Forselius munkásságát ötvözte Heinrich Stahl és követői leegyszerűsítő helyesírásával. Adrian Virginiusszal közösen észak-észt nyelvre fordította az Újszövetség-et. A munka nyomtatott formában csak 1715-ben jelent meg Tallinnban, mindössze 400 példányban. Grammatica Esthonica című munkája 1693-ban jelent meg Rigában, latin nyelven, s szinte teljes áttekintést nyújt az észt nyelv morfológiájáról.

## Munkái
- Grammatica Esthonica. Brevi, perspicua tamen methodo ad dialectum Revaliensem (1693)
  - Utánközlés: 3. Grammatica Esthonica. Brevi, perspicua tamen methodo ad dialectum Revaliensem. Unveränderter Nachdruck der Ausgabe Riga 1693. Eingeleitet und herausgegeben von Harald Haarmann. Hamburg 1977 (Fenno-Ugrica 4. kötet) ISBN 3-87118-306-7
- Önsa Luterusse Laste Öppetuse (1694)
- Ma Kele Koddo ning Kirgo Ramatu (1694/95)

## Fordítás
- Ez a szócikk részben vagy egészben  a   Johann Hornung című német Wikipédia-szócikk ezen változatának fordításán alapul.  Az eredeti cikk szerkesztőit annak laptörténete sorolja fel. Ez a jelzés csupán a megfogalmazás eredetét és a szerzői jogokat jelzi, nem szolgál a cikkben szereplő információk forrásmegjelöléseként.